# Szusica (Gosztivar)
Szusica (macedónul: Сушица) település Észak-Macedóniában, a Pologi körzet Gosztivari járásában.

## Népesség
| Lakosok száma | 207  | 265  | 219  | 110  | 53   | 18   | 26   | 8    | 3    |
|               | 1948 | 1953 | 1961 | 1971 | 1981 | 1991 | 1994 | 2002 | 2021 |

2002-ben 8 lakosa volt, akik mindannyian macedónok.